# Annica Burman
Annica Burman, född 1972, är en svensk sångare från Umeå.
Burman deltog som 15-åring i den svenska Melodifestivalen 1988 med melodin "I en ding ding värld", som slutade på sjätte plats och även tog sig in på Svensktoppen. Debutalbumet För fulla segel släpptes samma år. Därefter följde ett par singlar och 1990 släppte hon sitt andra discoalbum Annica i Japan. Det innehöll singlarna "Naughty Naughty" och "I Can't Deny a Broken Heart". Hon jobbar i dag som artist i USA. Ett album kallat Annica släpptes i USA 2002.
Den japanska duon Wink som hade stora framgångar i Japan spelade in covers på ”I en ding ding värld” och ”I Can’t Deny a Broken Heart”.

## Diskografi

### Album
- 1988 – För fulla segel
- 1989 – I Can't Deny a Broken Heart
- 1990 – Annica
- 2002 – Annica (USA)

### Singlar
- 1988 – "I en ding ding värld"
- 1988 – "It's a Miracle Love"
- 1989 – "I Can't Deny a Broken Heart"
- 1989 – "You're the Love of My Life"
- 1990 – "Give My Love to You"
- 1991 – "Naughty, Naughty"

### Fotnoter
1. ↑  Dagens Nyheter, 21 februari 1988, sid. 111
2. ↑  ”Svensktoppen”. Sveriges Radio. 27 februari 1988. https://sverigesradio.se/diverse/appdata/isidor/files/2023/3484.txt. Läst 27 december 2014.
3. ↑  BeatBox: Annica Burman, nästan en biografi
4. ↑  Folkbladet: Från Obbola till Florida: "Allting startade med Melodifestivalen"